# عبد الرحمن بن عروة الغفاري
عبد الله بن عروة الغفاري(توفي في 61هـ/ 680 م) من وجهاء الكوفة، ومن أصحاب الحسين بن علي بن أبي طالب، سار إليه إلى كربلاء وقُتل فيها.

## نسبه
اسمه الكامل هو عبد الرحمن بن عروة بن حراق الغفاري، لديه أخٌ اسمه عبد الله، وجده حراق شارك في معارك علي بن أبي طالب النهروان، والجمل، وصفين.

## مقتله
قال أبو مخنف: 